# Erinnerungskreuz an die Unabhängigkeit Bulgariens 1908

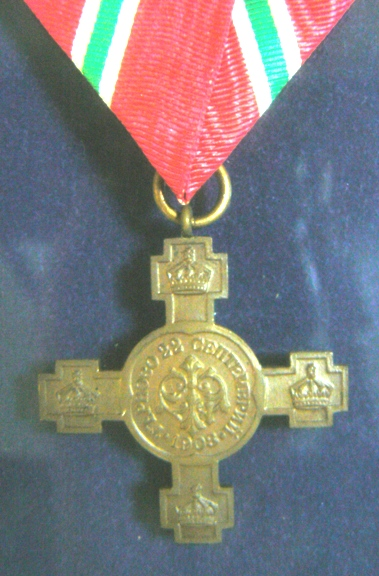
Avers des Erinnerunsgkreuzes

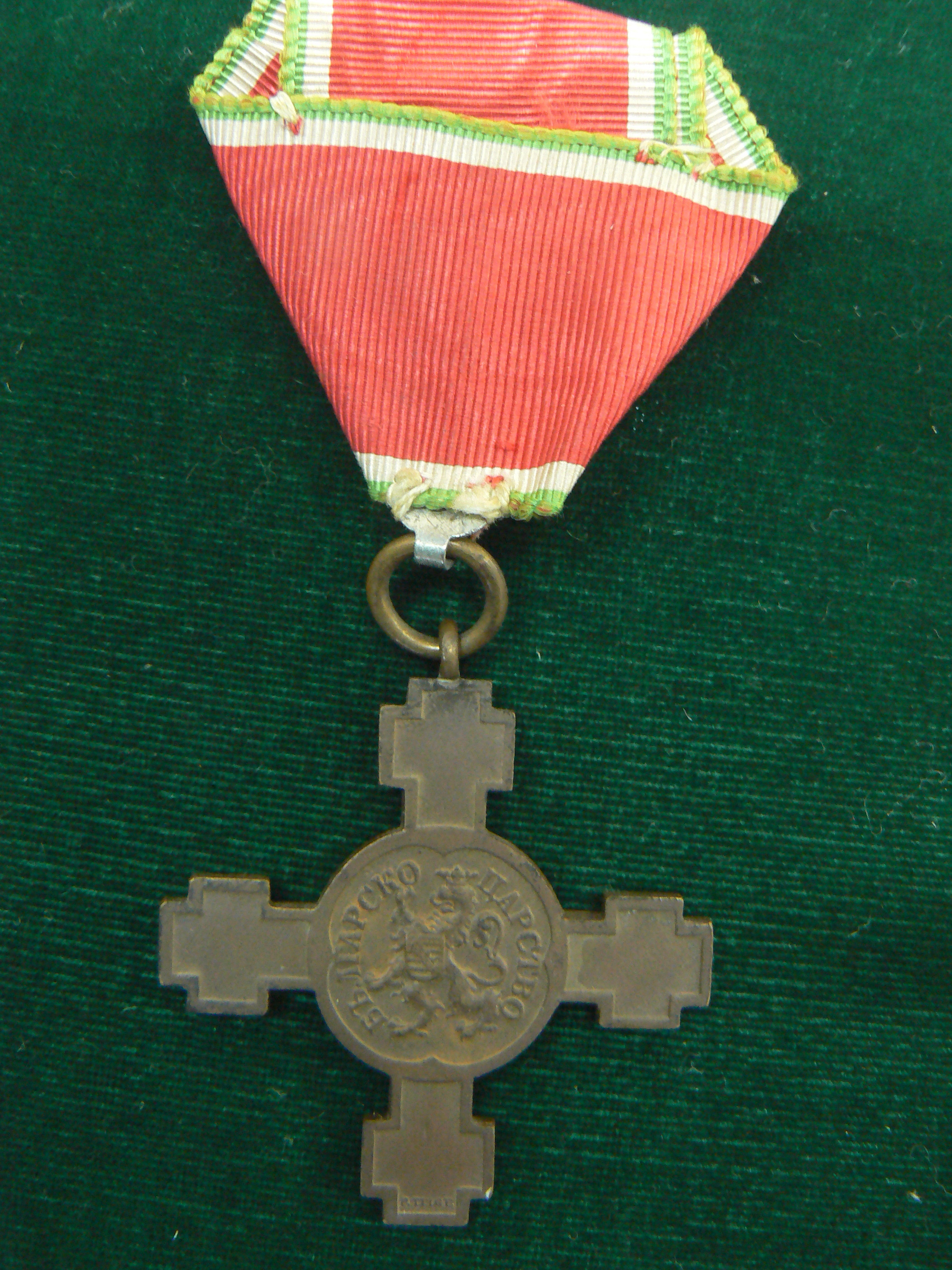
Revers

Das Erinnerungskreuz für die Unabhängigkeit Bulgariens 1908 wurde in der ersten Hälfte des Jahres 1909 durch Zar Ferdinand I. gestiftet und konnte allen aktiven Offizieren und Unteroffizieren der Bulgarischen Armee, sowie Veteranen, Bürgermeistern und sonstigen Staatsbediensteten aus Anlass der Verkündigung dieses Ereignisses verliehen werden.

## Aussehen
Die Auszeichnung ist ein aus Bronze gefertigtes Wiederkreuz mit polierten Kanten, auf dessen Kreuzarmenden jeweils eine Krone zu sehen ist. Im geprägten Medaillon die Namenschiffre des Stifters mit der Umschrift Търново 22 Септември 1908 (Tarnowo 22. September 1908). Im Revers ein aufrecht nach rechts  gewandter Löwe, das Wappentier des Königreiches mit der umlaufenden Inschrift българско Царство (Bulgarisches Zarenreich).

## Trageweise
Das Kreuz wurde an einem roten Band mit einem weißen Mittelstreifen, durch das ein grüner Streifen verläuft, an der linken Brustseite getragen. Frauen dekorierten die Auszeichnung mit dem gleichen Band als Damenschleife.

## Verleihungen
Der Hersteller Paul Telge fertigte 11.490 Kreuze, wobei von einer weitaus größeren Zahl an Verleihungen auszugehen ist.